# Marina Eliezer
Marina Jomori Eliezer (São Paulo, 13 de dezembro de 1992) é uma jogadora brasileira de badminton.

## Trajetória esportiva
Em 2008 recebeu o Prêmio Brasil Olímpico como a melhor atleta do badminton naquele ano.
Integrou a delegação nacional que disputou os Jogos Pan-Americanos de 2011, em Guadalajara, no México.